# Сен-Лоран-су-Куарон
Сен-Лора́н-су-Куаро́н (фр. Saint-Laurent-sous-Coiron, окс. Sant Laurent sous Coiron) — коммуна во Франции, находится в регионе Рона — Альпы. Департамент коммуны — Ардеш. Входит в состав кантона Вильнёв-де-Бер. Округ коммуны — Ларжантьер.
Код INSEE коммуны — 07263.

## Население
Население коммуны на 2008 год составляло 127 человек.
| 1962 | 1968 | 1975 | 1982 | 1990 | 1999 | 2008 |
| ---- | ---- | ---- | ---- | ---- | ---- | ---- |
| 87   | 112  | 92   | 120  | 115  | 132  | 127  |

## Экономика
В 2007 году среди 83 человек в трудоспособном возрасте (15—64 лет) 52 были экономически активными, 31 — неактивными (показатель активности — 62,7 %, в 1999 году было 65,2 %). Из 52 активных работали 46 человек (29 мужчин и 17 женщин), безработных было 6 (2 мужчин и 4 женщины). Среди 31 неактивных 5 человек были учениками или студентами, 10 — пенсионерами, 16 были неактивными по другим причинам.

## Фотогалерея

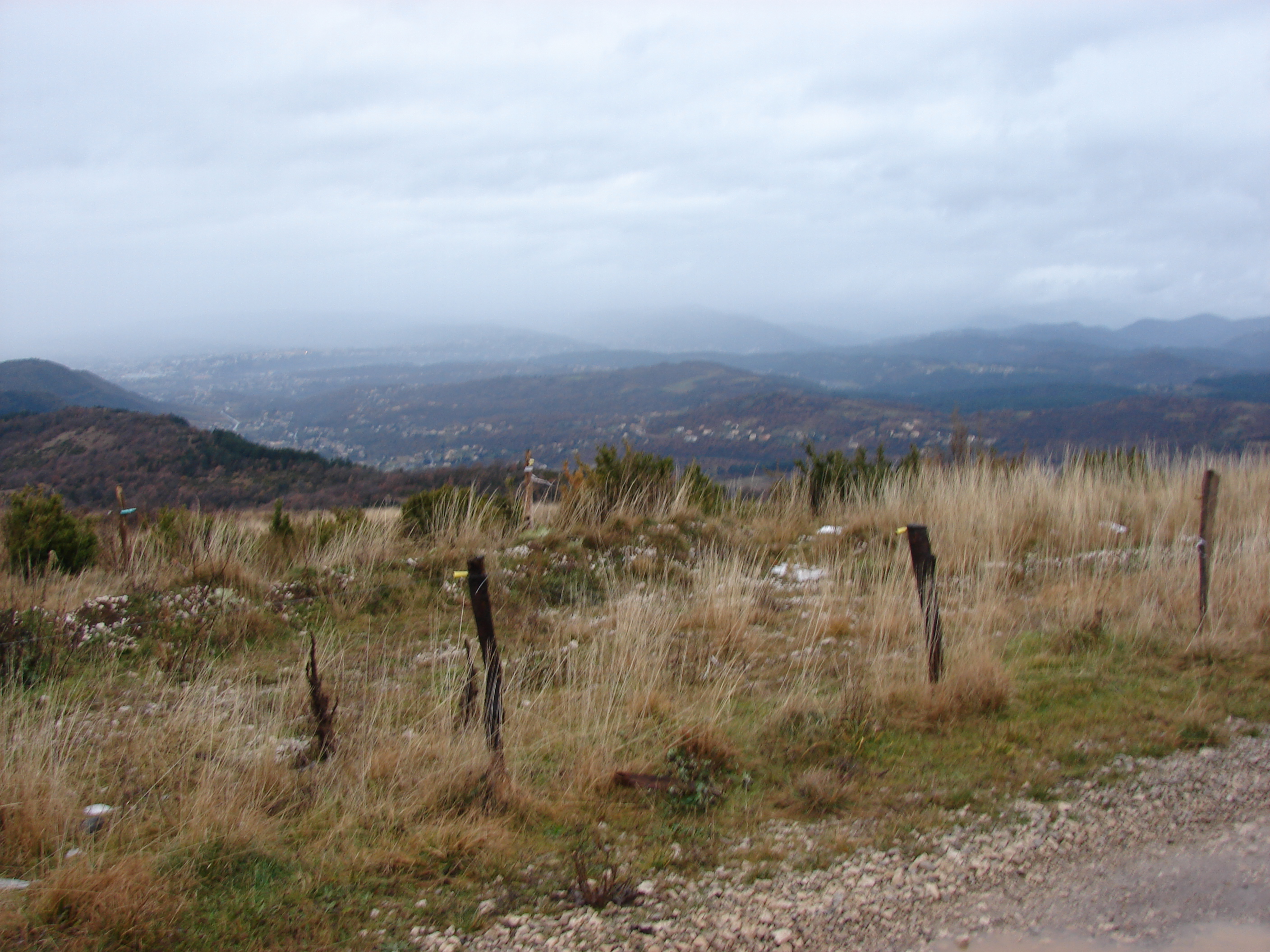
Сен-Лоран-су-Куарон
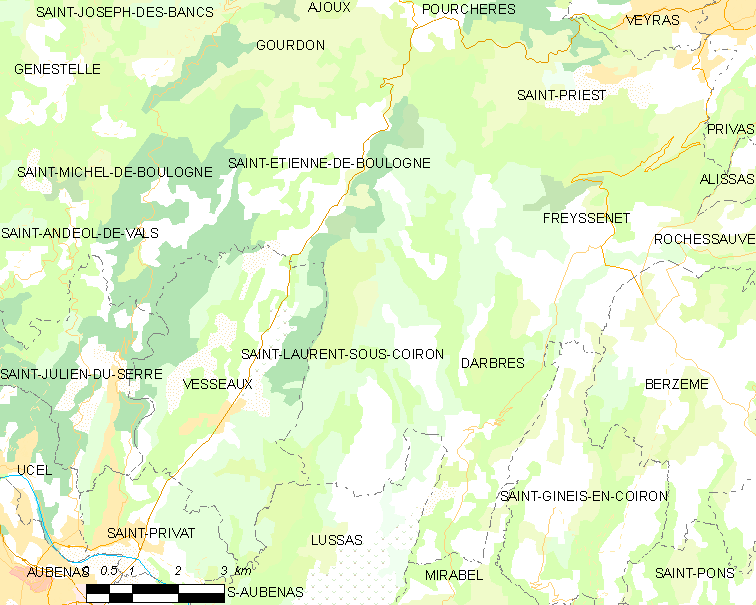
Карта коммуны